# Második Nagy Imre-kormány
Nagy Imre második kormánya 1956. október 24-étől, az 1956-os forradalom kitörésének másnapjától 1956. november 3-áig volt hivatalban, amikor Nagy Imre koalíciós kormányt alakított.
Amikor október 24-én az Elnöki Tanács megválasztotta Nagy Imrét a minisztertanács elnökévé, gyakorlatilag a Hegedüs András elnökölte kormány vezetését vette át, Hegedüs pedig ideiglenesen miniszterelnök-helyettesi tisztséget kapott. Jelentős kormányátalakításra október 27-én került sor, de a legtöbb korábbi kormánytag a helyén maradt.

## A kormány tagjai
| Tisztség                               | Miniszter | Miniszter                | Hivatal kezdete   | Hivatal vége      | Párt | Párt |
| -------------------------------------- | --------- | ------------------------ | ----------------- | ----------------- | ---- | ---- |
| A Minisztertanács elnöke               |           | Nagy Imre                | 1956. október 24. | 1956. november 3. | MDP  |      |
| A minisztertanács első elnökhelyettese |           | Hegedüs András           | 1956. október 24. | 1956. október 27. | MDP  |      |
| A minisztertanács első elnökhelyettese |           | Hidas István             | 1956. október 24. | 1956. október 27. | MDP  |      |
| A minisztertanács elnökhelyettese      |           | Erdei Ferenc             | 1956. október 24. | 1956. november 3. | MDP  |      |
| A minisztertanács elnökhelyettese      |           | Apró Antal               | 1956. október 24. | 1956. november 3. | MDP  |      |
| A minisztertanács elnökhelyettese      |           | Marosán György           | 1956. október 24. | 1956. október 27. | MDP  |      |
| A minisztertanács elnökhelyettese      |           | Mekis József             | 1956. október 24. | 1956. október 27. | MDP  |      |
| A minisztertanács elnökhelyettese      |           | Bognár József            | 1956. október 27. | 1956. november 3. | MDP  |      |
| Államminiszter                         |           | Kádár János              | 1956. október 30. | 1956. november 3. | MDP  |      |
| Államminiszter                         |           | Losonczy Géza            | 1956. október 30. | 1956. november 3. | MDP  |      |
| Államminiszter                         |           | Tildy Zoltán             | 1956. október 27. | 1956. november 3. | FKGP |      |
| Külügyminiszter                        |           | Horváth Imre             | 1956. október 24. | 1956. november 2. | MDP  |      |
| Belügyminiszter                        |           | Piros László             | 1956. október 24. | 1956. október 27. | MDP  |      |
| Belügyminiszter                        |           | Münnich Ferenc           | 1956. október 27. | 1956. november 3. | MDP  |      |
| Honvédelmi miniszter                   |           | Bata István altábornagy  | 1956. október 24. | 1956. október 27. | MDP  |      |
| Honvédelmi miniszter                   |           | Janza Károly altábornagy | 1956. október 27. | 1956. november 3. | MDP  |      |
| Igazságügyi miniszter                  |           | Molnár Erik              | 1956. október 24. | 1956. november 3. | MDP  |      |
| Pénzügyminiszter                       |           | Olt Károly               | 1956. október 24. | 1956. október 27. | MDP  |      |
| Pénzügyminiszter                       |           | Kossa István             | 1956. október 27. | 1956. november 3. | MDP  |      |
| Állami ellenőrzés minisztere           |           | Házi Árpád               | 1956. október 27. | 1956. november 3. | MDP  |      |
| Állami gazdaságok minisztere           |           | Pogácsás György          | 1956. október 24. | 1956. október 27. | MDP  |      |
| Állami gazdaságok minisztere           |           | Ribiánszky Miklós        | 1956. október 27. | 1956. november 3. | MDP  |      |
| Bánya és energiaügyi miniszter         |           | Czottner Sándor          | 1956. október 24. | 1956. november 3. | MDP  |      |
| Begyűjtési miniszter                   |           | Szobek András            | 1956. október 24. | 1956. október 27. | MDP  |      |
| Begyűjtési miniszter                   |           | Gyenes Antal             | 1956. október 27. | 1956. november 3. | MDP  |      |
| Belkereskedelmi miniszter              |           | Tausz János              | 1956. október 27. | 1956. november 3. | MDP  |      |
| Egészségügyi miniszter                 |           | Román József             | 1956. október 24. | 1956. október 27. | MDP  |      |
| Egészségügyi miniszter                 |           | Babics Antal             | 1956. október 27. | 1956. november 3. | MDP  |      |
| Élelmiszeripari miniszter              |           | Nyers Rezső              | 1956. október 24. | 1956. november 3. | MDP  |      |
| Építésügyi miniszter                   |           | Szíjártó Lajos           | 1956. október 24. | 1956. októbe 27.  | MDP  |      |
| Földművelésügyi miniszter              |           | Matolcsi János           | 1956. október 24. | 1956. október 27. | MDP  |      |
| Földművelésügyi miniszter              |           | Kovács Béla              | 1956. október 27. | 1956. november 3. | FKGP |      |
| Kohó- és gépipari miniszter            |           | Csergő János             | 1956. október 24. | 1956. november 3. | MDP  |      |
| Könnyűipari miniszter                  |           | Nagy Józsefné            | 1956. október 24. | 1956. november 3. | MDP  |      |
| Közlekedési és postaügyi miniszter     |           | Bebrits Lajos            | 1956. október 24. | 1956. október 29. | MDP  |      |
| Közlekedési és postaügyi miniszter     |           | Csanádi György           | 1956. október 29. | 1956. november 3. | MDP  |      |
| Külkereskedelmi miniszter              |           | Bognár József            | 1956. október 24. | 1956. november 3. | MDP  |      |
| Oktatásügyi miniszter                  |           | Kónya Albert             | 1956. október 24. | 1956. november 3. | MDP  |      |
| Országos Tervhivatal Elnöke            |           | Berei Andor              | 1956. október 24. | 1956. október 27. | MDP  |      |
| Országos Tervhivatal Elnöke            |           | Kiss Árpád               | 1956. október 24. | 1956. november 3. | MDP  |      |
| Népművelési miniszter                  |           | Darvas József            | 1956. október 24. | 1956. október 27. | MDP  |      |
| Népművelési miniszter                  |           | Lukács György            | 1956. október 27. | 1956. november 3. | MDP  |      |
| Vegyipari miniszter                    |           | Szabó Gergely            | 1956. október 24. | 1956. november 3. | MDP  |      |
| Város és községgazdálkodási miniszter  |           | Szabó János              | 1956. október 24. | 1956. október 27. | MDP  |      |
| Város és községgazdálkodási miniszter  |           | Nezvál Ferenc            | 1956. október 27. | 1956. november 3. | MDP  |      |

### A szűkebb kabinet
1956. október 30-án bejelentette, hogy a nemzeti kormányon belül egy szűkebb kabinetet létesít is létesít. Erre azért lehetett szükség, mert a kormányának tagjaiban nem bízhatott, mivel sokan felső nyomásra kerültek be.
A szűkebb kabinet tagjai:

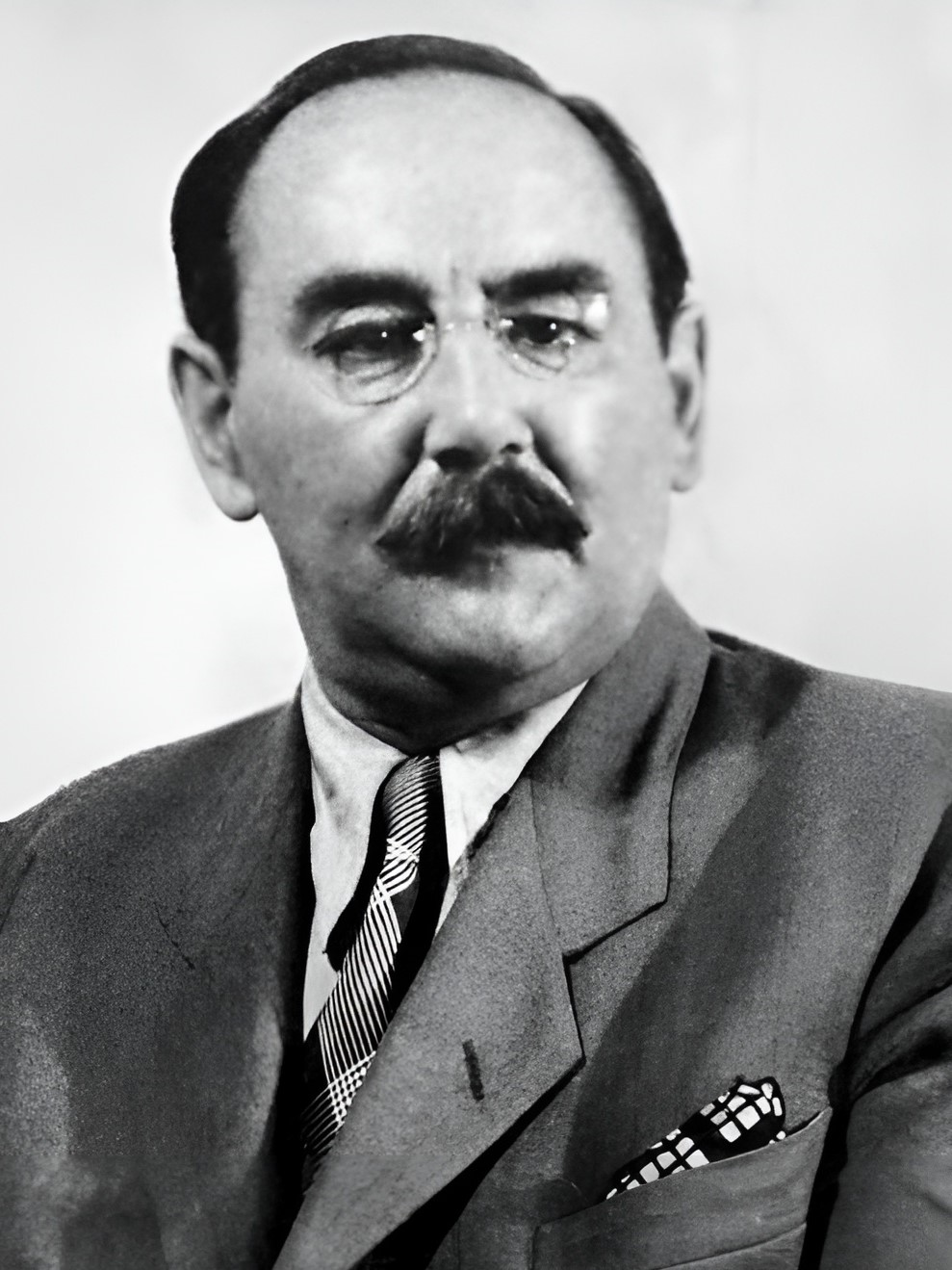
Nagy Imre kormányfő
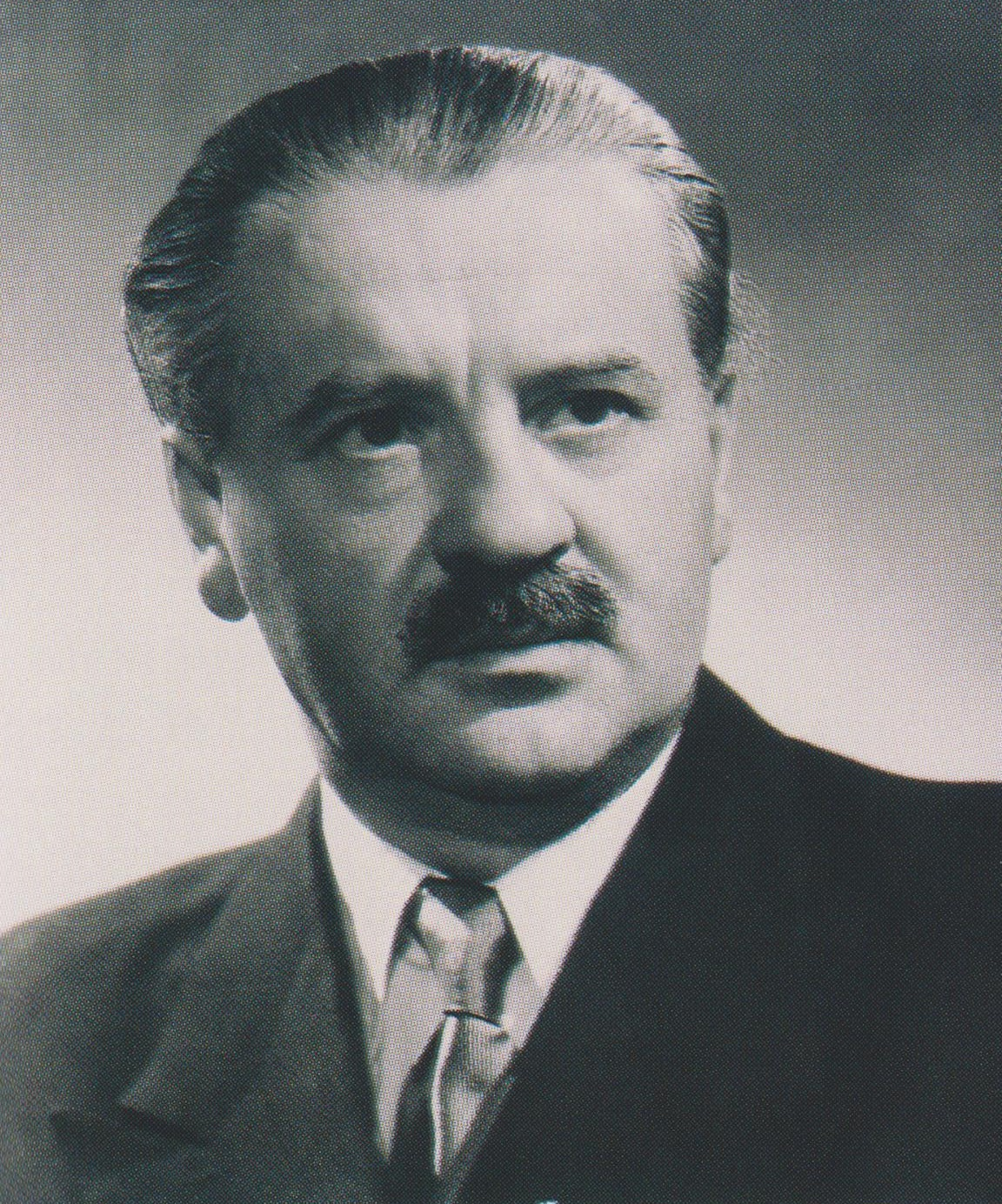
Tildy Zoltán kormányfő-helyettes
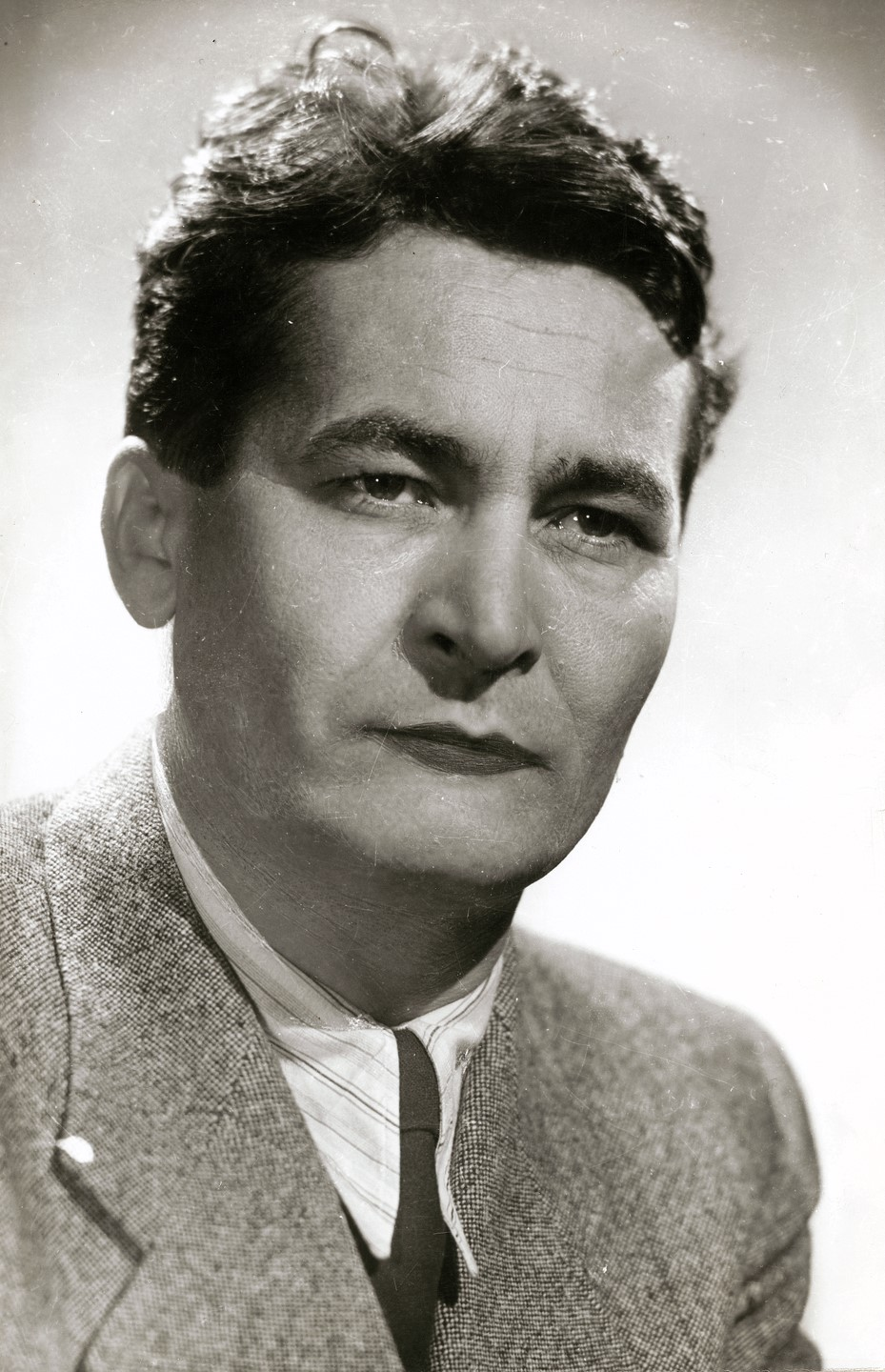
Erdei Ferenc államminiszter
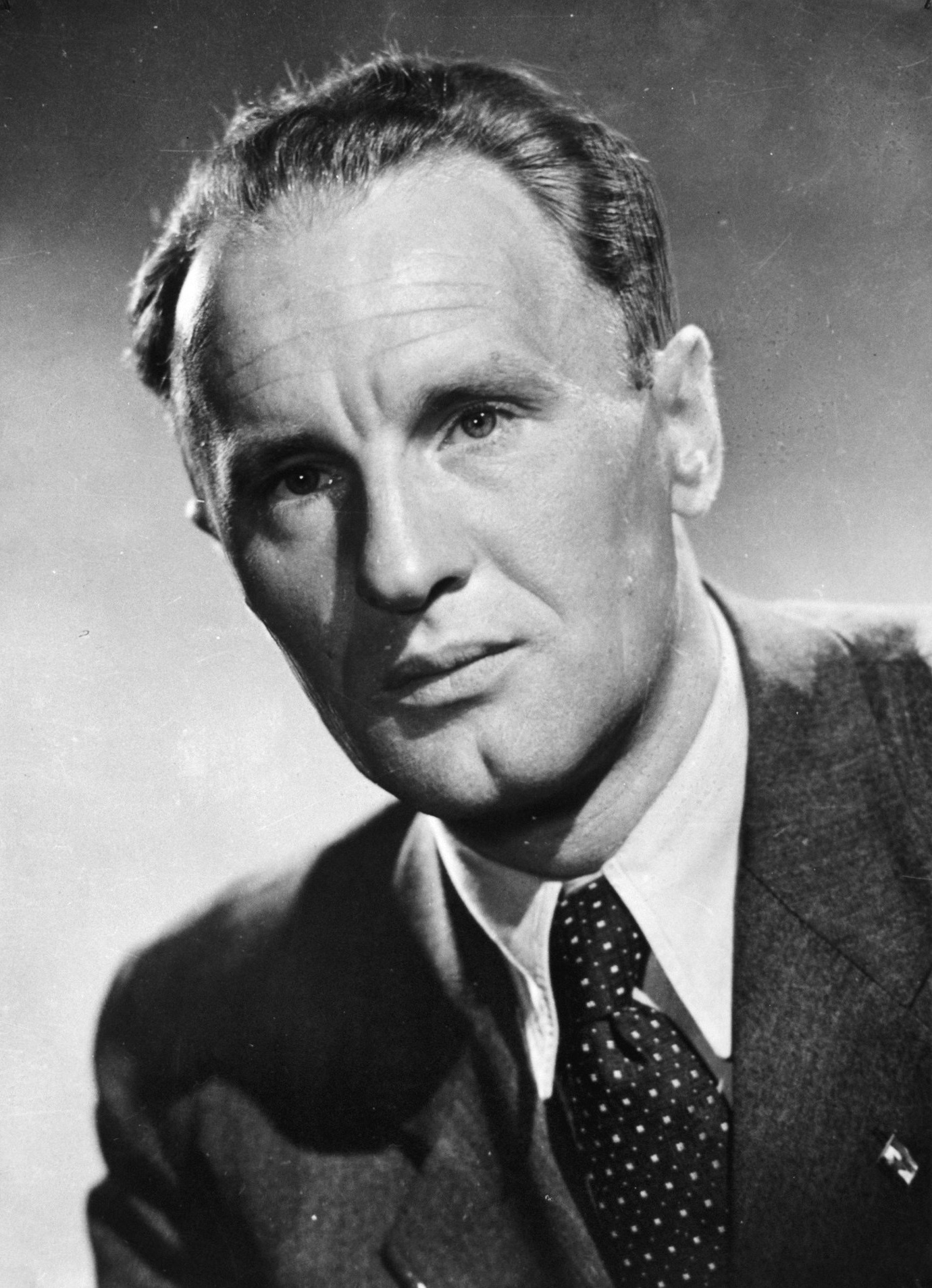
Kádár János államminiszter
Losonczy Géza államminiszter
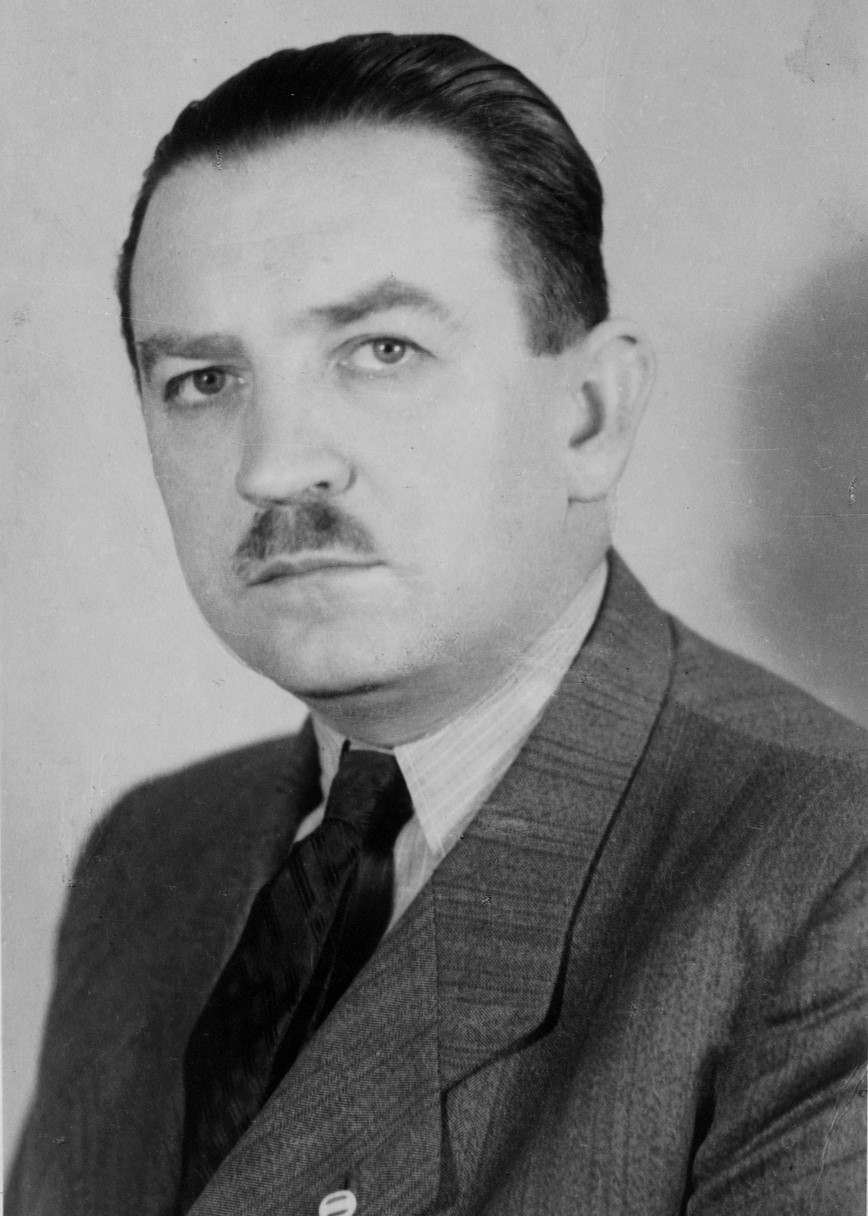
Kovács Béla földművelésügyi miniszter

## Egyéb irodalom
- Bölöny József: Magyarország kormányai 1848–2004. Az 1987–2004 közötti időszakot feldolgozta és sajtó alá rendezte Hubai László. 5. bővített és javított kiadás. Budapest: Akadémiai. 2004.  ISBN 963-05-8106-X